# Johannes Elterich
Friedrich Johannes Elterich (* 31. Januar 1860 in Eibenstock; † 29. Dezember 1942 in Dresden) war ein höherer sächsischer Staatsbeamter. Er erwarb sich Verdienste um den Eisenbahnbau, insbesondere beim Leipziger Hauptbahnhof, und war Geheimer Rat sowie Ministerialdirektor.

## Leben und Wirken
Elterich stammte aus dem sächsischen Westerzgebirge. Nach dem Schulbesuch schlug er eine Verwaltungslaufbahn ein und trat 1887 als Direktionssekretär in den Dienst der Königl. Generaldirektion der Sächsischen Staatseisenbahnen. 1889 war er bereits Assessor, 1890 wurde er zum Finanzassessor und 1895 zum Geheimen Finanzrat ernannt. 1899 wurde er in das Finanzministerium in Dresden berufen, wo er für Eisenbahnangelegenheiten zuständig war. Er wurde zum Geheimen Rat befördert und Vortragender Rat im Finanzministerium. Am 1. Dezember 1910 wurde er Vorstand der III. Abteilung und Ministerialdirektor im Finanzministerium. Als Direktor dieser Abteilung war er auch oberster Leiter der staatlichen Hochbauverwaltung und der staatlichen Straßen- und Wasserbauverwaltung. Weiter hatte er auch den Vorsitz im Technischen Oberprüfungsamt. Am 30. Juni 1919 trat er in den Ruhestand.
1942 starb er in Dresden und fand auf den Urnenhain Tolkewitz seine letzte Ruhestätte.

## Ehrungen (Auswahl)
- 1912 Königlicher Kronenorden zweiter Klasse mit dem Stern[2]
- 1916 Großkreuz des Franz-Joseph-Ordens